# Odile Sicard
Pour les articles homonymes, voir Sicard.
Odile Sicard, née le 25 août 1930 à Broc, est une femme politique française. Elle est députée socialiste de l'Isère de 1981 à 1988.

## Biographie
Petite fille du philosophe André Lalande, Odile Sicard, née Lalande, effectue ses études à la faculté de droit de Paris (1947-1950, licence en Droit), puis à l'École des surintendantes d'usine (1950-1953, diplôme d'assistante sociale). Elle obtient une maîtrise en sciences de l'éducation à Grenoble (1972-1975).
Engagée au sein de la Fédération française des éclaireuses, elle est commissaire nationale de la branche aînée unioniste de 1953 à 1955.
En 1954, elle épouse Pierre Sicard, architecte, très actif dans le mouvement étudiant d’après guerre, président de la MNEF en 1950. Ils s’installent à Grenoble en 1956. Ils ont trois enfants : Jean-Pierre (1955), Éric (1957) et Mireille (1961).
Responsable régionale Rhône-Alpes du Mouvement jeunes femmes, jusqu'en 1967, elle milite ensuite au Planning familial de Grenoble jusqu'en 1981, où elle devient permanente du Centre d’orthogénie dès sa création en 1976.

### Vie politique
Militante du PSU, puis du PS à partir de 1971, dans le courant du CERES, elle est candidate PS aux élections cantonales de 1976 (canton de Meylan, Isère), puis aux élections législatives de 1978 (1re circonscription de l’Isère), lors desquelles elle obtient 49,75 % des voix contre le député sortant Guy-Pierre Cabanel.
En 1981, elle est élue députée de la 1re circonscription de l'Isère et conseillère régionale.
À l'Assemblée nationale, elle est membre du bureau de la Commission production et échanges jusqu’en 1986, membre de la Commission spéciale nationalisations, puis de la Commission spéciale montagne. Elle est rapporteur de la loi sur les conjoints de commerçants et d’artisans.
Réélue députée de l’Isère en 1986 (proportionnelle), elle est membre de la Commission des Affaires sociales, rapporteur du Budget de l'urbanisme et du logement en 1987 et 1988, et membre du Bureau de l’Assemblée nationale.
Elle ne se représente pas aux élections législatives de 1988, mais reste active au sein du PS et dans plusieurs associations locales.
Elle est nommée chevalier dans l'ordre national de la Légion d'honneur en 1999, au titre de son action en faveur des femmes, par le gouvernement de Lionel Jospin.

## Détail des fonctions et des mandat
Responsabilités associatives 
- 1953 - 1955 : commissaire nationale de la branche aînée des éclaireuses unionistes
- 1964 - 1967 : responsable régionale Rhône-Alpes du Mouvement jeunes femmes
- 1970 – 1972 : secrétaire départementale du Planning familial de l’Isère

Mandats parlementaire
- 21 juin 1981 – 1er avril 1986 : députée de la 1re circonscription de l'Isère
- 16 mars 1986 – 14 mai 1988 : députée de l'Isère

## Archives privées
Les archives d'Odile Sicard, entre 1978 et 2002, sont conservées aux Archives départementales de l'Isère. On y trouve notamment des dossiers d'interventions et thématiques.

## Annexe